# Nazareno Sasia
Nazareno Uriel Sasia (Cerrito, 15 gennaio 2001) è un pesista e discobolo argentino.

## Palmarès
| Anno | Manifestazione                     | Sede         | Evento           | Risultato | Prestazione | Note |
| ---- | ---------------------------------- | ------------ | ---------------- | --------- | ----------- | ---- |
| 2016 | Campionati sudamericani U18        | Concordia    | Lancio del disco | 6º        | 51,10 m     |      |
| 2016 | Campionati sudamericani U18        | Concordia    | Getto del peso   | 7º        | 15,33 m     |      |
| 2017 | Giochi sudamericani della gioventù | Santiago     | Lancio del disco | Oro       | 58,67 m     |      |
| 2017 | Giochi sudamericani della gioventù | Santiago     | Getto del peso   | Oro       | 20,45 m     |      |
| 2018 | Campionati sudamericani U18        | Cuenca       | Lancio del disco | Argento   | 57,19 m     |      |
| 2018 | Campionati sudamericani U18        | Cuenca       | Getto del peso   | Oro       | 21,40 m     |      |
| 2018 | Giochi olimpici giovanili          | Buenos Aires | Getto del peso   | Oro       | 21,25 m     |      |
| 2019 | Campionati sudamericani U20        | Cali         | Lancio del disco | Bronzo    | 53,91 m     |      |
| 2019 | Campionati sudamericani U20        | Cali         | Getto del peso   | Oro       | 19,13 m     |      |
| 2019 | Campionati panamericani U20        | Concordia    | Lancio del disco | 8º        | 55,37 m     |      |
| 2019 | Campionati panamericani U20        | Concordia    | Getto del peso   | 4º        | 19,88 m     |      |
| 2021 | Campionati sudamericani            | Guayaquil    | Lancio del disco | 4º        | 53,56 m     |      |
| 2021 | Campionati sudamericani            | Guayaquil    | Getto del peso   | Argento   | 19,79 m     |      |
| 2023 | Mondiali                           | Budapest     | Getto del peso   | 26º (q)   | 19,51 m     |      |
| 2023 | Giochi panamericani                | Santiago     | Getto del peso   | 6º        | 19,69 m     |      |
| 2024 | Campionati sudamericani indoor     | Cochabamba   | Getto del peso   | Argento   | 19,79 m     |      |
| 2024 | Campionati ibero-americani         | Cuiabá       | Getto del peso   | 4º        | 20,33 m     |      |
| 2024 | Giochi olimpici                    | Parigi       | Getto del peso   | 23º (q)   | 19,33 m     |      |